# Republic Airlines (1979–1986)
Republic Airlines war eine amerikanische Fluggesellschaft mit Sitz in Fort Snelling und Basis auf dem Minneapolis-Saint Paul International Airport.

## Geschichte

### Gründung und erste Jahre
Republic Airlines wurde am 1. Juli 1979 durch die Fusion von North Central Airlines und Southern Airways gegründet. Am 1. Oktober 1980 kaufte das Unternehmen die Fluggesellschaft Hughes Airwest und wurde somit zu derjenigen Fluggesellschaft, welche die meisten Flughäfen in den USA anflog.

### Fusion mit Northwest Airlines
Am 23. Januar 1986 wurde das Unternehmen von Northwest Airlines zum Preis von 884 Millionen US-Dollar gekauft. Am 1. Oktober 1986 schlossen sich die beiden Fluggesellschaften zusammen. Die Fluggesellschaft behielt den im Jahr 1934 geschaffenen Namen Northwest Airlines. Die zuvor von Republic Airlines betriebenen Hubs in Minneapolis, Detroit und Memphis waren fortan das Rückgrat des Inlandsnetzes von Northwest. Northwest fusionierte im Jahr 2010 mit Delta Air Lines.

## Flugziele
Republic Airlines bediente ein dichtes Netz an Zielen innerhalb der USA. Das Streckennetz umfasste zeitweise mehr Flughäfen im Inland als bei jeder anderen US-amerikanischen Gesellschaft.

## Flotte

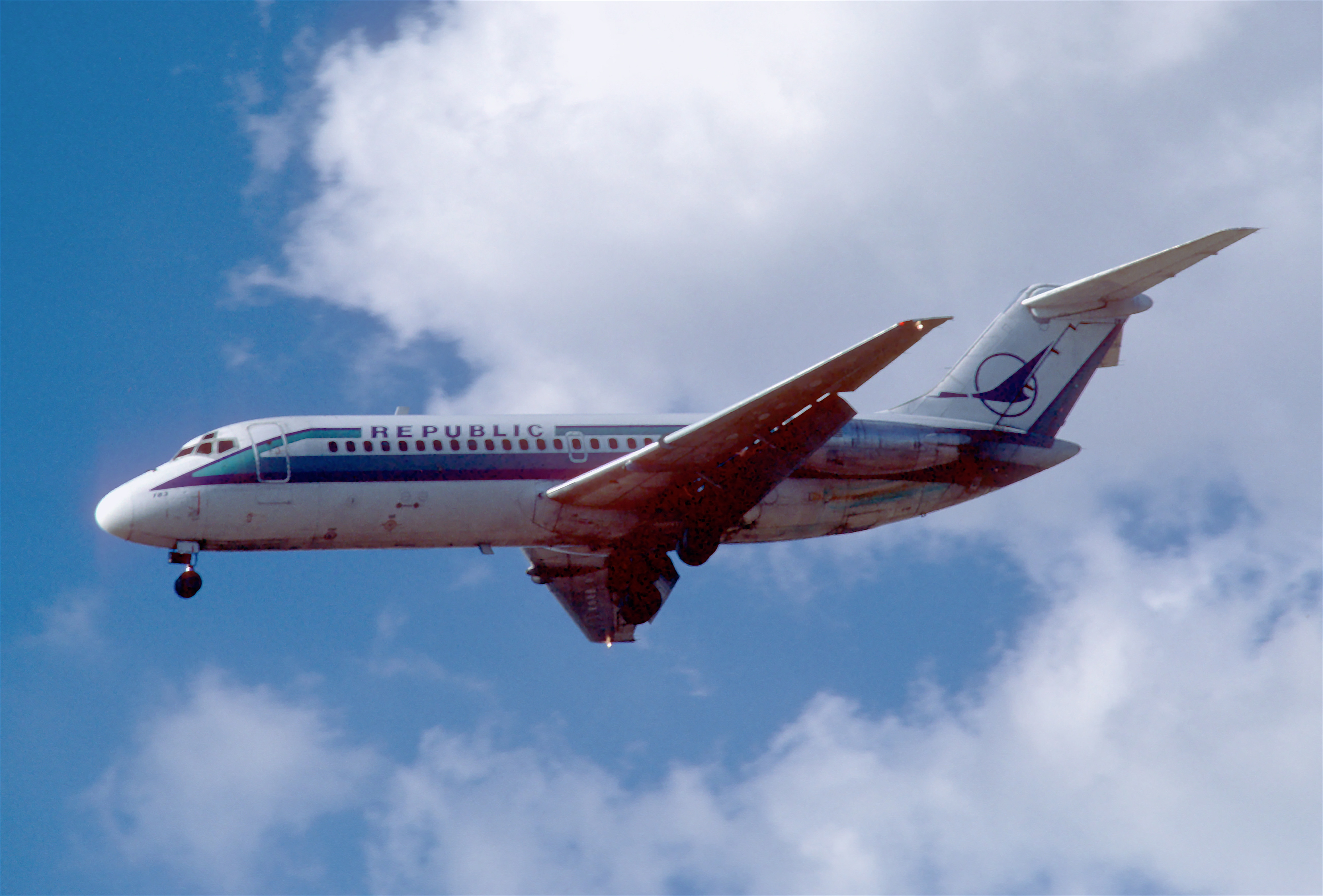
Douglas DC-9-14 Flugzeug der Republic Airlines, 1984

Während ihres Bestehens betrieb Republic Airlines insgesamt 193 Flugzeuge:
- 022 Boeing 727-200
- 006 Boeing 757-200
- 024 Convair 340/440/580/640
- 133 Douglas DC-9
- 008 McDonnell Douglas MD-82

## Trivia
An den ehemaligen Hubs der Gesellschaft in Minneapolis und Memphis ließen sich auch in den 2000er Jahren noch alte Logos und Reliquien von Republic Airlines finden, obwohl nach dem Zusammenschluss mit Northwest eine Änderung der Unternehmensmarke stattfand. Das ehemals in Detroit genutzte Terminal wurde zwischenzeitlich abgerissen.